# Aleksandr Krein

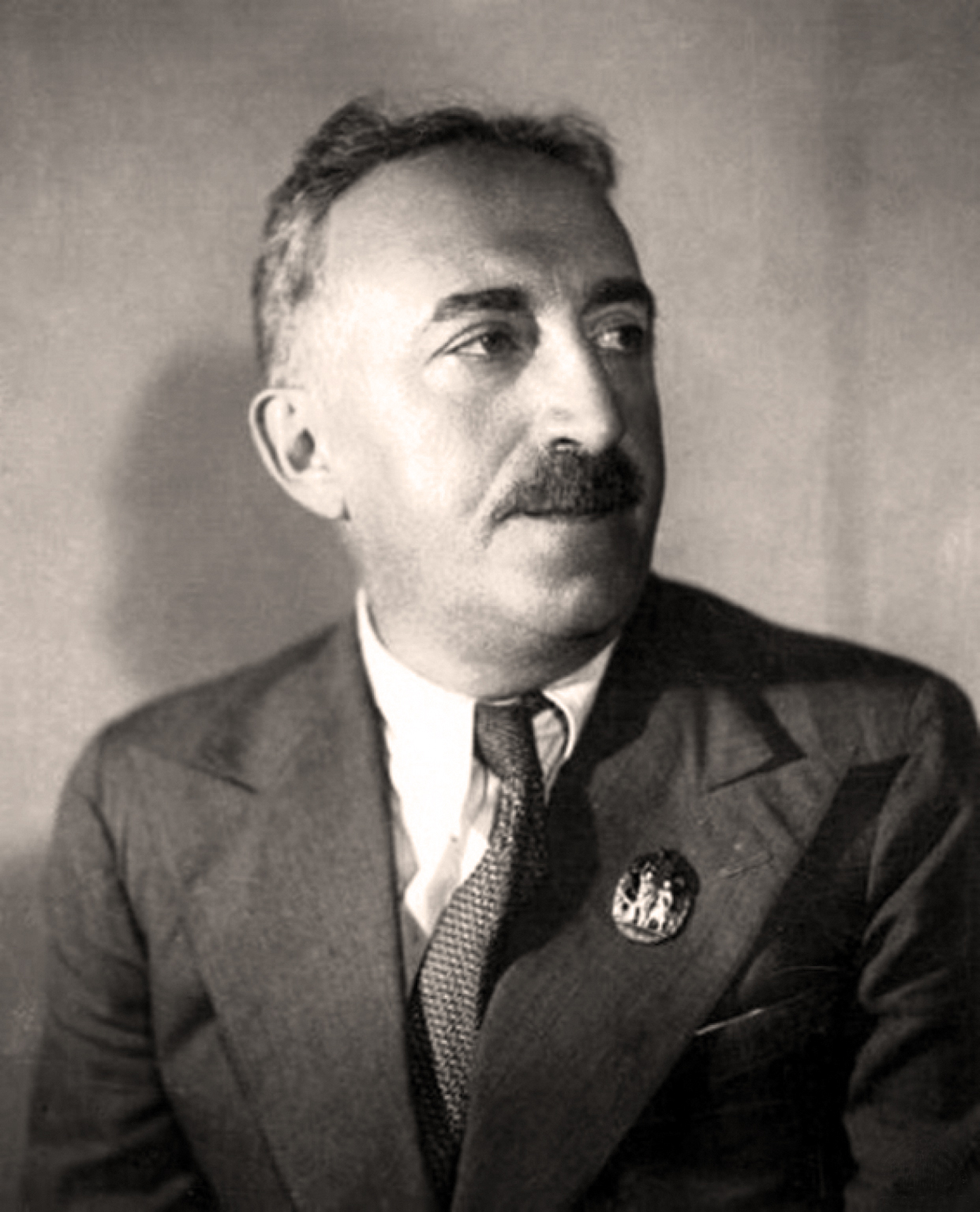
Aleksandr Abramowicz Krein

Aleksandr Abramowicz Krein (ros. Крейн, Александр Абрамович; ur. 20 października 1883 w Niżnym Nowogrodzie, zm. 25 kwietnia 1951 w Starej Ruzie w rejonie ruzskim w obwodzie moskiewskim) – rosyjski kompozytor pochodzenia żydowskiego.
We wczesnej Rosji XX wieku, kompozycje Kreina były grane razem z utworami takich kompozytorów jak Szostakowicz czy Rachmaninow. W ZSRR, Krein wspierał narodową szkołę żydowską kompozytorów, której członkami byli m.in. Aleksandr Weprik, Joseph Achron czy Michaił Gniesin. Zanim antysemityzm zapanował w Rosji podczas rządów Stalina, Krein był znanym i szanowanym kompozytorem. Studiował na Konserwatorium Moskiewskim, gdzie zaprzyjaźnił się ze Skriabinem, a jego muzyka była regularnie wykonywana przez Organizację Muzyków Współczesnych, wpływowe stowarzyszenie kompozytorów awangardowych. W latach 20. Krein był zwolennikiem estetyki skriabinowskiej, jednocześnie zaczynając się też interesować ludową muzyką żydowską. Jak większość sowieckich kompozytorów tego okresu, jego styl zmienił się po wprowadzeniu socrealizmu w latach 30. Krein musiał wtedy, w rezultacie panującego antysemityzmu, zarzucić wykorzystywanie w swoich utworach melodii żydowskich.